# Babin Potok (Višegrad, BiH)
Babin Potok je naseljeno mjesto u općini Višegradu, Republika Srpska, BiH.

## Stanovništvo
Nacionalni sastav stanovništva 1991. godine, bio je sljedeći:
| Narod     | Broj stanovnika |
| --------- | --------------- |
| Muslimani | 158             |
| Ostali    | 8               |
| Ukupno    | 166             |